# 두카티 디아벨
두가티 다아벨(이탈리아어: Ducati Diavel)은 두카티에서 2010년부터 생산 중인 두카티의 두 번쩨 크루즈 모터사이클이다.2세대 모델은 2014년 3월 3일 제네바에서 열린 폭스바겐 그룹 나이트에서 2015년 모델로 데뷔했다.

## 비디오 게임에서의 등장
- 아스팔트 8: 에어본 - X디아벨S